# Фай, Абдулай
Абдулай Фай (фр. Abdoulaye Faye; род. 22 сентября 2004, Каолак) — сенегальский футболист, защитник клуба «Байер 04», выступающий на правах аренды за «Лорьян».

## Клубная карьера
Является воспитанником сенегальского «Дьямбарса». В августе 2023 года перешёл в шведский «Хеккен», с которым подписал контракт на три с половиной года. 21 сентября впервые попал в заявку на матч группового этапа Лиги Европы с немецким «Байером», но участия в матче не принимал. В марте 2024 года на правах аренды перешёл в «Эргрюте». Первую игру за команду провёл 8 апреля в первом туре Суперэттана против «Оддевольда», появившись на поле в стартовом составе. За время аренды принял участие в 23 матчах во всех турнирах. По окончании аренды вернулся в «Хеккен».
Первую игру за основной состав «Хеккена» провёл 17 февраля 2025 года в матче группового этапа кубка страны против «Эстер», появившись на поле в стартовом составе. На 69-й минуте встречи забил мяч, установив окончательный счёт в матче. Вместе с командой дошёл до полуфинала турнира, где был обыгран «Норрчёпинг», а Фай провёл на поле весь матч.

### Байер 04
28 июня 2025 года «Байер 04» подписал 5-летний контракт с Фаем.

## Клубная статистика
| Выступление      | Выступление      | Выступление      | Лига | Лига | Кубки | Кубки | Конт. кубки | Конт. кубки | Итого | Итого |
| Клуб             | Лига             | Сезон            | Игры | Голы | Игры  | Голы  | Игры        | Голы        | Игры  | Голы  |
| ---------------- | ---------------- | ---------------- | ---- | ---- | ----- | ----- | ----------- | ----------- | ----- | ----- |
| Эргрюте          | Суперэттан       | 2024             | 22   | 0    | 1     | 0     | 0           | 0           | 23    | 0     |
| Эргрюте          | Итого            | Итого            | 22   | 0    | 1     | 0     | 0           | 0           | 23    | 0     |
| Хеккен           | Алльсвенскан     | 2025             | 0    | 0    | 5     | 2     | 0           | 0           | 5     | 2     |
| Хеккен           | Итого            | Итого            | 0    | 0    | 5     | 2     | 0           | 0           | 5     | 2     |
| Байер 04         | Бундеслига       | 2025/26          | 0    | 0    | 0     | 0     | 0           | 0           | 0     | 0     |
| Байер 04         | Итого            | Итого            | 0    | 0    | 0     | 0     | 0           | 0           | 0     | 0     |
| Всего за карьеру | Всего за карьеру | Всего за карьеру | 22   | 0    | 6     | 2     | 0           | 0           | 28    | 2     |